# Drept arhivistic
Dreptul arhivistic reprezintă totalitatea legilor, normelor, regulamentelor stabilite prin legislație și acte normative care reglementează activitatea în domeniul arhivelor.